# 가로쓰기와 세로쓰기

《훈민정음 언해본》. 오른쪽에서 왼쪽으로 행갈이를 하고 있다.

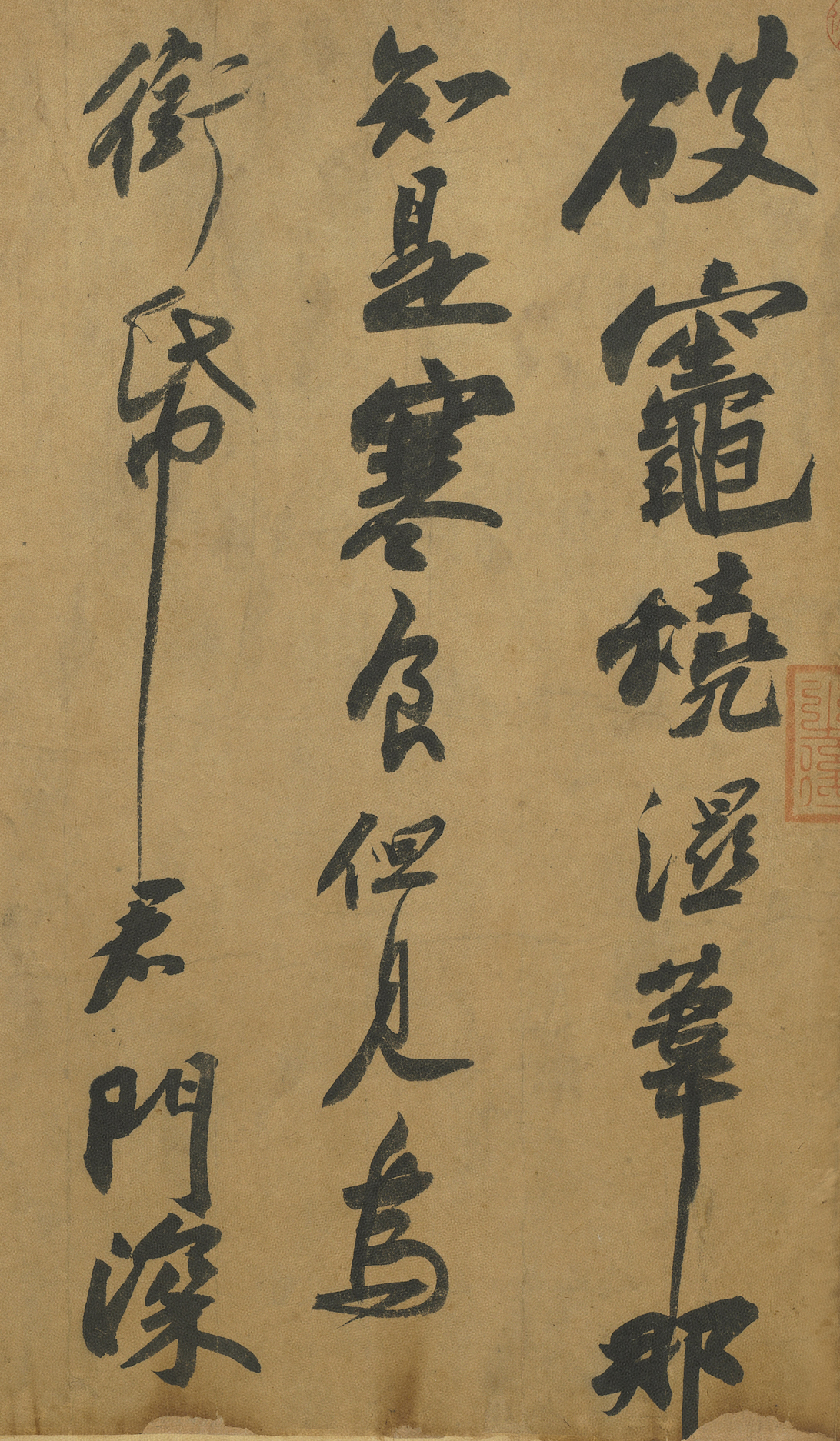
송나라 시대의 학자 소식(蘇軾)의 서예 작품《한식첩(寒食帖)》. 오른쪽에서 왼쪽으로 행갈이를 하고 있다.

가로쓰기와 세로쓰기는 문서에 문자를 써 나가는 방식이다. 대한민국에서 세로쓰기는 오른쪽에서 시작하는 세로쓰기인 우종서이며, 가로쓰기는 왼쪽에서 시작하는 가로쓰기인 좌횡서이다. 가로쓰기가 주류 표기 방식이 되면서 안내문이나 광고문의 세로쓰기에 왼쪽 세로쓰기인 좌종서를 활용하기도 한다.
세계에 존재하는 문서는 그 언어 및 표기 문자 체계의 조합에 따라 문자를 써나가는 방향(서자 방향(書字方向))이 다르다. 이 방법은 크게 가로쓰기, 횡서(橫書)와 세로쓰기, 종서(縱書)로 나뉜다. 가로쓰기에는 왼쪽에서 오른쪽으로 쓰는 좌횡서(左橫書)와 그 반대로 쓰는 우횡서(右橫書)로 나뉘고, 세로쓰기에는 행갈이를 오른쪽에서 왼쪽으로 하는 우종서(右縱書)와 그 반대로 하는 좌종서(左縱書)로 나뉜다.
한국어와 중국어, 일본어, 베트남어 등 한자 문화권의 언어는 전통적으로 오른쪽 세로쓰기인 우종서를 썼고, 간혹 간판과 같이 가로쓰기를 해야 할 때에는 오른쪽 가로쓰기, 우횡서로 썼다. 이 글쓰기는 종이 발명 전에 대나무나 나무를 쪼개어 줄로 이어붙여 사용한 죽간이나 목간에 글을 쓰며 나타난 기록 방식이다. 둘둘 말린 죽간이나 목간을 오른쪽에서 왼쪽으로 밀며 빈 죽간에 세로쓰기를 하는 방법이 붓글씨에 가장 효율적이었다.
근대 이후 서양 문물이 동아시아에 전래한 이후에는 왼쪽 가로쓰기, 좌횡서가 도입되어 주로 사용되면 세로쓰기는 병용되고 있다. 가로쓰기와 세로쓰기가 모두 가능한 문자는 비교적 드물어, 문자가 정방형(正方形)의 네모 칸 안에 쓰이는 형태는 한글과 한자 문화권의 특징으로 자리하고 있다.
서양 언어들이 좌횡서가 주류를 이루고 있지만, 아랍어, 히브리어 등으로 대표되는 중동권에서는 반대로 우횡서가 쓰인다. 독자적인 문자를 가지는 남아시아, 동남아시아에서는 서양처럼 좌횡서가 많다. 몽골 문자로 표기되는 몽골어는 특이하게 좌종서를 사용하는데, 이것은 몽골 문자가 위구르 문자에서 파생한 것에서 유래한다.
고대에는 히에로글리프처럼 서자 방향이 꽤 융통성 있는 문자들은 행마다 방향을 반대로 바꾸는 우경식 서법(牛耕式 書法, boustrophedon) 등의 방법도 있었다. 또 아래에서 위로 행을 거듭하여 쓰는 가로쓰기는 확인되지 않았으며, 아래에서 위로 쓰는 세로쓰기는 아일랜드어의 오검 비문의 예 및 돌궐 문자가 드물게 그처럼 쓰이는 데, 역사적으로도 매우 드물게 존재한다.

## 가로쓰기와 세로쓰기의 차이점

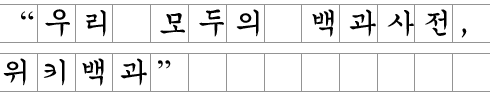
한국어(대한민국)의 원고지 가로쓰기

한국어(대한민국)의 원고지 세로쓰기

초서체의 경우 가로쓰기는 다소 부적합한 면이 있기는 하나, 한글과 한자, 가나는 가로쓰기와 세로쓰기 모두 쓸 수 있다. 실제 표기에서 가로쓰기와 세로쓰기 간의 차이점이 다소 있다. 숫자의 경우, 인도-아라비아 숫자는 가로로 쓰고, 한자의 숫자는 세로로 쓴다. 구두점의 경우, 한국어와 일본어는 가로쓰기와 세로쓰기에 차이가 있다(아래를 보라).
또한, 가로쓰기와 세로쓰기에는 구두점과 선, 인용 부호의 방향에 차이가 있다. 괄호와 인용 부호, 선, 물결표 등은 가로쓰기와 세로쓰기에서 서로 90도 회전한다.
가로쓰기(좌횡서)로 된 책은 서양 언어와 마찬가지로 왼쪽에서 오른쪽으로 쪽수가 넘어간다. 세로쓰기(우종서)로 된 책은 그 반대로 오른쪽에서 왼쪽으로 쪽수가 넘어간다.
일본어의 후리가나나 중국어 번체의 주음부호와 같은 루비 문자는 세로쓰기일 경우 다음과 같이 본 문자의 오른쪽에, 가로쓰기일 경우 주로 본 문자의 위쪽에 쓰는 것이 일반적이나 예외도 있다.
| 漢 | か ん |
| 字 | じ    |

| かん | じ |
| 漢   | 字 |

루비 문자는 위와 같이 일반적으로 본문의 행과 행 사이에 적는데, 보통 본문의 글씨가 작으면서 줄 간격도 좁은 경우에는 적기가 매우 곤란하다. 이럴 때에는 루비 문자를 글자의 아래(세로쓰기일 경우)나 오른쪽(좌횡서일 경우)에 작은 글씨로 2줄에 걸쳐서 쓰기도 한다.
현대 한국어의 경우 중국이나 일본과 같은 방식으로 루비 문자의 사용이 드물다. 한글 전용일 경우에는 한글(한자)과 같이, 한자 혼용일 경우에는 식이나 한자(한글) 식으로 괄호를 사용하여 적는 게 일반적이다. 하지만 중국이나 일본처럼 괄호를 쓰지 않고 작은 글씨로 루비 문자를 쓰는 경우는 매우 드물게 있다.
서양 괄호 문자가 도입되기 이전인 전근대 시대에는 한자 다음에 훈민정음으로 발음을 단 문헌이 간행되었다. 《훈민정음》 해례본이 대표적이다. 이 책에서는 큰 글씨로 씌어진 본문의 경우, 한자마다 각 글자 다음 칸에 작은 글씨로 훈민정음을 써서 발음을 표시하였다. 그리고 작은 글씨로 씌어진 주석의 경우, 각각의 한자가 적힌 칸 다음에 훈민정음 발음을 적은 것은 본문과 동일하지만 가독성과 인쇄상의 편의를 위하여 글씨 크기를 더 줄이지는 않았다. 물론 《훈민정음》혜례본은 전통적인 세로쓰기 서적이므로, 일반적으로는 한자 아래에 훈민정음 발음 표기가 위치하게 된다. 하지만 한자가 줄의 마지막 칸에 적혀서 더 이상 그 줄에 글씨를 쓸 수 없는 경우에는 그 다음 줄 첫 칸에 훈민정음 발음을 표기하였다.
근대 이후에 동아시아 문자 표기에서 로마자나 아라비아 숫자 등 가로쓰기에 적합한 글자가 혼용되는 경우가 굉장히 많다. 이 때 가로쓰기 문서에서는 그대로 좌횡서로 적는다. 세로쓰기 문서에서는 시계 방향으로 90도 회전한 형태로 쓰는 경우가 일반적인데 이 경우 읽기가 불편하다는 단점이 있다. 세로쓰기에서 로마자나 아라비아 숫자를 회전시키지 않고 그냥 매 글자를 순서대로 적는 경우도 있으나, 이 경우는 대개 글자 수가 적은 경우(두문자어 등)에만 한정된다. 간혹 한 칸(한글, 한자, 가나, 주음 문자 기준) 안에 로마자나 아라비아 숫자 2~3개를 좌횡서로 쓰는 경우도 있다. 이것은 세로쓰기 안의 가로쓰기라고 할 수 있다. 이런 표기는 대개 아라비아 숫자가 2~3개만 연이어 나오는 경우에 많고, 그 이외의 경우에는 드물다.

### 동아시아의 가로쓰기

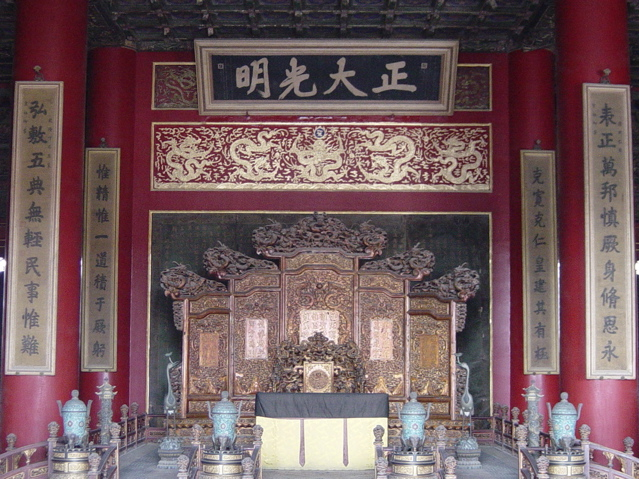
베이징 쯔진청(자금성)의 옥좌. “正大光明”(정대광명)이 우횡서로 적혀 있다.

독립신문 창간호. ‘독닙신문’이라는 제목이 우횡서로 적혀 있다.

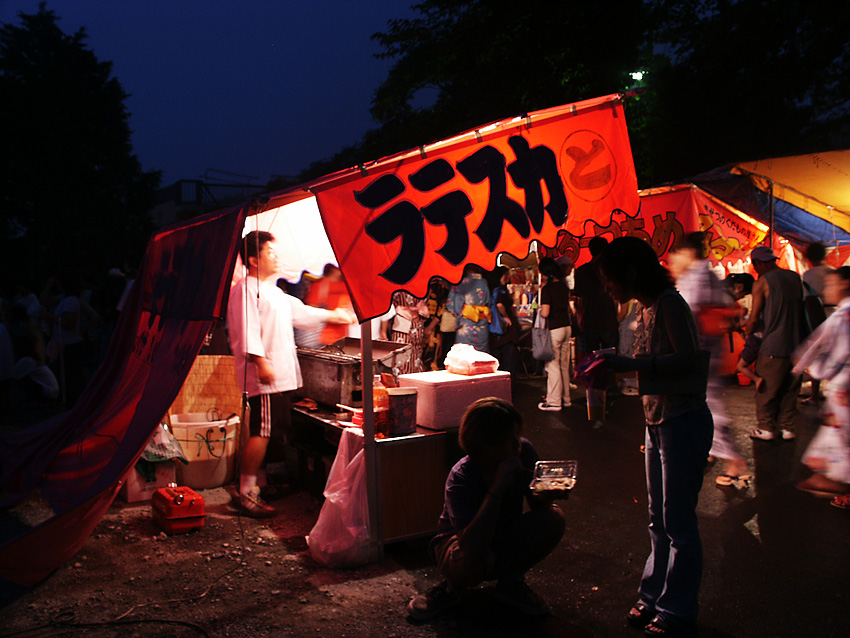
‘카스테라(カステラ)’가 우횡서로 적혀 있다. 사진은 일본 하코네에서 촬영.

동아시아에서 역사적으로 세로쓰기는 표준 체계로 자리 잡아, 가로쓰기는 오로지 공간이 가로로만 한정된 간판 등에서만 사용되었다. 사실 이 가로쓰기는 각 행에 한 글자만 들어갈 수 있는 ‘특수한 세로쓰기’라고 볼 수 있다.
그래서 제2차 세계 대전 종료 이전의 일본에서는 이런 간판들이 오른쪽에서 왼쪽으로 읽혔다.
오늘날 동아시아에서는 서자 방향이 왼쪽에서 오른쪽인 것이 가로쓰기에서 일반적이다. 이것은 유럽 언어의 표기 영향을 받은 것으로 특히 컴퓨터에서 그런 경향이 강하다.
그러나 우횡서 가로쓰기는 여전히 쓰이고 있다. 정체자가 쓰이는 중국어권 지역이나 일본의 경우, 간판이나 차량의 오른편 등에 우횡서 가로쓰기가 사용되고 있다.

## 역사

### 한국어
한국어도 다른 한자 문화권 언어와 마찬가지로 전통적으로 우종서를 써왔고, 간혹 간판 등에서 우횡서를 썼다.
광복 이후 대한민국 사회 전반에 걸쳐 가로쓰기(좌횡서)를 적극적으로 도입하였다. 대한민국 정부 수립 초기부터 공교육 교재인 국정 교과서를 가로쓰기 기준으로 발간하였다. 일반 서적도 점진적으로 세로쓰기에서 가로쓰기로 변모해 갔다. 주간 잡지를 비롯한 월간 잡지도 대부분 가로쓰기를 도입하였고, 각종 증명서들도 가로쓰기로 변화했다. 다만, 대한민국 주요 신문사들은 세로쓰기를 고수하여 1990년대에 이르러서야 가로쓰기로 전환했다. 전국을 대상으로 하는 중앙 종합일간지인 《한겨레신문》은 1988년 창간 때부터 가로쓰기를 도입하였다. 당시 초등학교부터 사용한 가로쓰기가 익숙한 20~30대의 한겨레신문 선호도가 높아지자 다른 중앙 일간지도 그 영향을 무시하지 못했다. 1990년대 들어 대한민국의 다른 신문사들의 중앙일간지는 가로쓰기로 바뀌었다. 《중앙일보》를 필두로 다른 중앙 일간지들이 가로쓰기를 도입했다. 현재 대한민국 중앙 일간지 가운데 세로쓰기 신문은 없다.
조선민주주의인민공화국에서는 건국 이후 가로쓰기가 일반적이었다. 《로동신문》을 비롯한 주요 일간지들은 가로쓰기이며, 조선말규범집에서는 이와 관련하여 다음과 같이 규정하고 있다.
조선글은 왼쪽으로부터 오른쪽으로 가로쓰는 것을 기본으로 한다. 특수하게 내려쓸 때에는 오른쪽으로부터 왼쪽으로 내려쓴다. 그러나 가로쓰는 글과 배합하여 내려쓰는 경우에는 왼쪽으로부터 오른쪽으로 쓰는 것을 원칙으로 한다. 내려쓸 때의 맞춤법, 띄어쓰기, 부호 등은 다 가로쓸 때의 규칙을 그대로 적용한다. 

### 중국어
최초로 가로쓰기로 인쇄된 중국어 문헌은 1815~1823년 마카오에서 출판된 로버트 모리슨(Robert Morrison)의 《중국어 사전(Dictionary of the Chinese language)》이다.
가로쓰기로 된 중국어 출판물 중 널리 알려진 것 중에서 가장 오래된 것은 잡지 《과학(科學)》이다. 1915년 1월에 발행된 이 잡지의 첫 호는 당시에는 생소했던 판형에 대해 다음과 같이 설명하고 있다.
 本雜誌印法，旁行上左，並用西文句讀點之，以便插寫算術及物理化學諸程式，非故好新奇，讀者諒之。

본 잡지의 인쇄법은 위 왼쪽에서 옆으로 가는 방식에 서양문의 구두점을 병용하였습니다. 이것은 산술·물리·화학의 여러 공식을 삽입하기 편리하게 하기 위함이며 새로움을 추종하기 위함이 아닙니다. 독자들께서는 이를 양해해 주십시오. 

가로쓰기의 증가와 더불어, 가로쓰기와 세로쓰기 모두 동시에 사용되게 되었다. 가로쓰기 지지자들은 우종서는 글을 쓸 때 때 묻기 쉽다고 주장하였다. 반대로 세로쓰기 주장자들은 가로쓰기는 확립된 전통의 파괴라고 생각하였다.
1949년 공산 혁명의 성공 이후에 중화인민공화국은 간체자를 제정하면서 또한, 가로쓰기를 적극적으로 사용하기로 했다. 중국 전역의 모든 신문은 1956년 1월 1일에 세로쓰기를 가로쓰기로 바꾸었다. 이후에 간체자를 도입한 싱가포르에서도 세로쓰기는 희귀해졌다. 타이완 및 홍콩, 마카오와 오래된 화교 사회에서는 기존의 방식을 이어오다가 1990년대에 들어와 점진적으로 가로쓰기가 도입되게 되었다. 2000년대 초반까지 이 지역의 신문 대부분은 좌횡서로 대체하거나 좌횡서 제목에 세로쓰기를 결합한 형태로 바꾸었다.

### 일본어

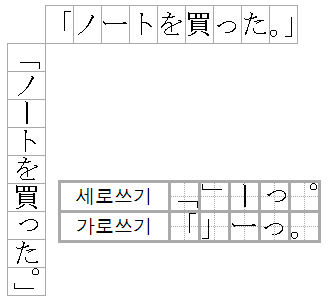
일본어의 가로쓰기와 세로쓰기

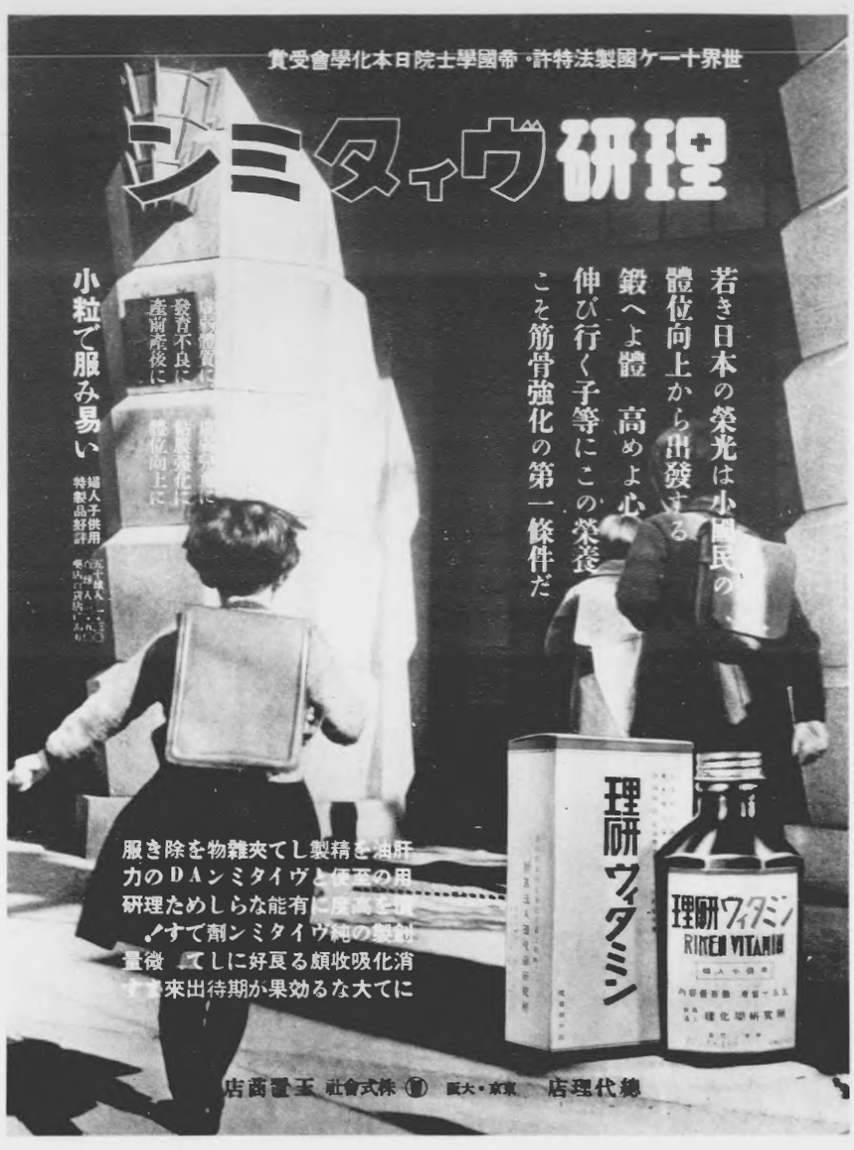
1938년 일본의 한 잡지 광고. 우종서와 미기 요코가키(右橫書き)로 쓰여 있다. 다만 상품 레이블에는 영어와 같이 좌횡서로 쓰여져 있다.

일본어의 가로쓰기는 원래 메이지 시대에 일본인들이 서양어 사전의 인쇄를 시도한 데에서 유래한다. 최초에는 가로쓰기로 된 서양어 텍스트와 세로쓰기로 된 일본어 텍스트를 혼합한 형태로 인쇄되었는데, 이것은 일본어 텍스트를 읽으려면 책을 90도 돌려야 한다는 것을 의미했다. 이것은 다루기 어려웠기 때문에 ‘요코가키(橫書き: 가로쓰기) 사상(思想)’이 받아들여지게 되었다. 일본어에 가로쓰기를 부분적으로 사용한 최초의 출판물 중 하나는 1885년(메이지 18년)에 출판된 《수진삽도독화사서(袖珍揷圖獨和辭書)》이다.
가로쓰기 배열로 이행하던 초기에 잠깐 유행한 ‘미기 요코가키(右橫書き)’가 있었다. 이것은 아랍어와 비슷한 방식이었다. 이 방식은 널리 사용되지 못하여 살아남지 못했다. 현재도 일본은 신문과 출판물이 대부분 세로쓰기를 사용한다.

## 용례

### 서예
동아시아의 서예에서 세로쓰기는 주요한 서자 방향으로 남아 있다. 물론 전통적인 우횡서도 쓰이며, 최근에는 좌횡서도 사용된다.

### 만화
일본 만화(만가)는 세로쓰기를 하는 경향이 두드러진다. 만가의 컷과 말풍선은 오른쪽에서 왼쪽으로 이동한다. 네 컷 만화는 세로로 컷이 이동한다. 페이지도 세로쓰기 서적의 순서대로 오른쪽에서 왼쪽으로 넘어간다.
대한민국의 만화는 일본 만화와 달리 좌횡서가 압도적이며 컷과 페이지도 왼쪽에서 오른쪽으로 이동한다. 일본 만화의 한국어 번역본은 좌횡서로 만들려고 좌우를 바꾼 판으로 나온 것도 있고, 원본을 유지한 것도 있다. 원본을 유지한 것은 일본 만화처럼 컷과 페이지, 말풍선의 이동이 오른쪽에서 왼쪽이다. 다만, 말풍선 내의 글은 가로쓰기에 익숙한 독자의 편의를 위해서 좌횡서로 바꾼 경우가 많다.

### 언어별 용례

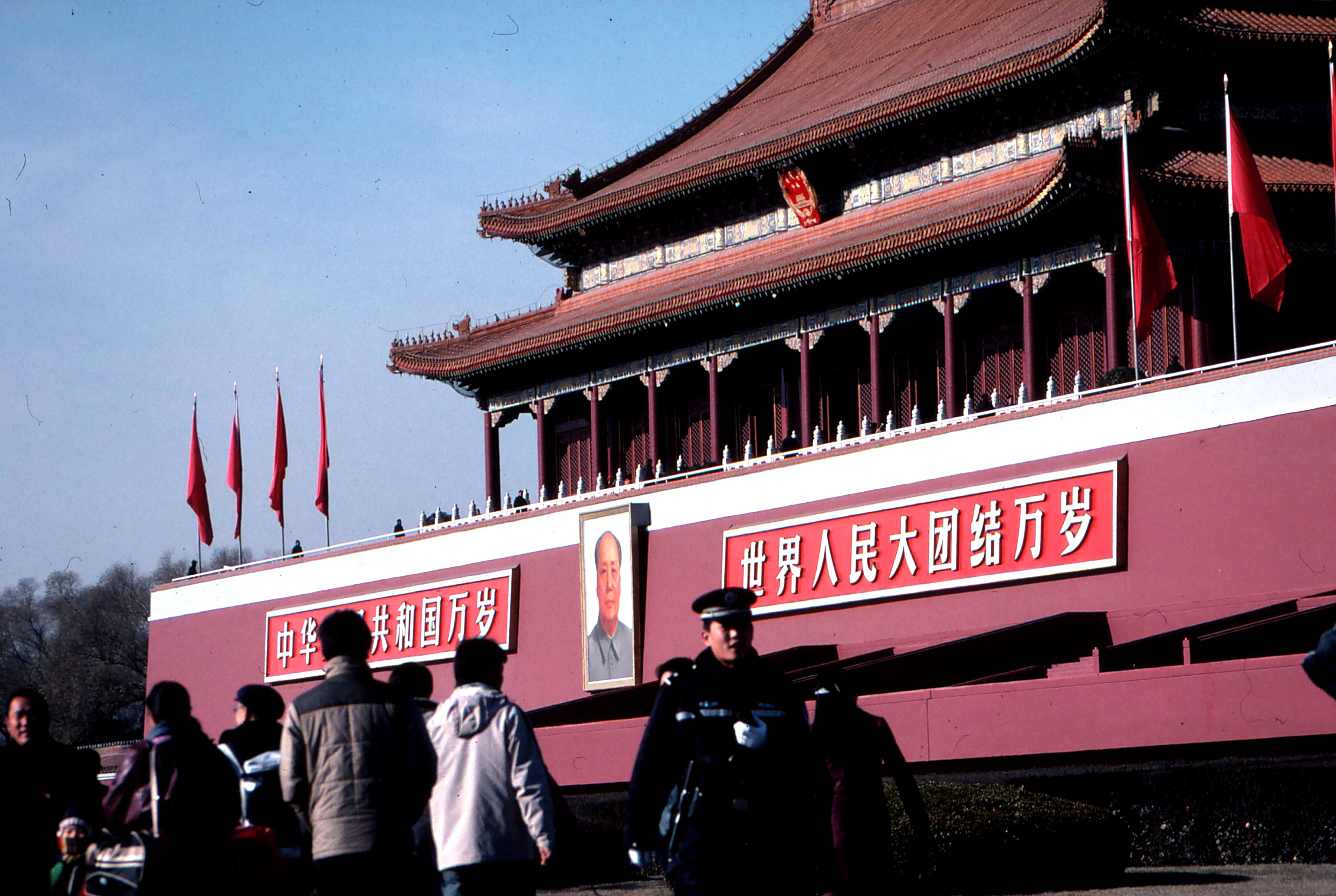
톈안먼의 표어(‘중화인민공화국 만세’와 ‘세계 인민 대단결 만세’)은 간체자로 좌횡서로 씌어 있다.

#### 중국어 간체
한자의 간체자가 사용되는 중국 대륙과 싱가포르에서는 세로쓰기가 매우 드물어졌다. 현재 출판 대부분은 영어처럼 가로쓰기로 되어 있으며, 세로쓰기는 주로 예술적이거나 미학적인 목적에서 사용된다.
가로쓰기는 좌횡서로 쓰이는 게 일반적이나, 아랍어 사전 같은 경우 우횡서로 출판된다.

#### 일본어와 중국어 정체자
가로쓰기와 세로쓰기는 모두 중국어 정체가 쓰이는 타이완·홍콩·마카오와 일본에서 쓰인다. 중국어 정체는 중국 대륙에서 고전을 쓸 때와 같이 제한된 경우에 쓰인다. 이때는 가로쓰기와 세로쓰기 모두 쓰인다.

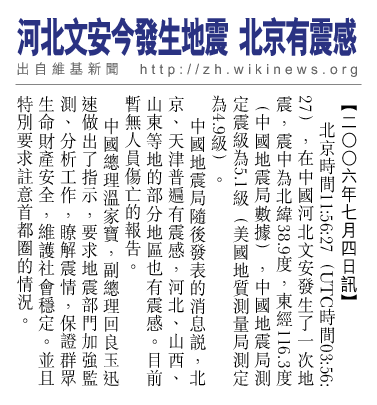
중국어 정체로 세로쓰기로 쓰인 신문 기사. 제목은 좌횡서로 씌어 있다. 로마자와 인도-아라비아 숫자는 90도 회전되어 있다.

세로쓰기는 소설·신문·만화 등에 폭넓게 사용된다. 세로쓰기는 글씨가 아래로 내려가기 때문에 늘 책의 옆면에 사용된다. 몇몇 신문은 두 가지 형태를 섞어 기사 내용은 세로쓰기로 하되 제목은 좌횡서로 쓰는 식으로 하고 있다. 샤쿠하치(尺八) 같은 일본 악기의 악보도 세로쓰기로 쓰인다.
다른 언어의 문구를 포함하는 학술적인 텍스트에서는 주로 가로쓰기가 쓰인다. 과학이나 수학 텍스트는 거의 항상 가로쓰기로 쓰인다. 컴퓨터 텍스트도 거의 가로쓰기로 쓰인다.
일본의 명함은 한 면은 일본어를 세로쓰기로 인쇄하고, 반대 면은 영어를 가로쓰기로 인쇄한다. 엽서나 손으로 쓴 편지는 가로쓰기와 세로쓰기 모두 사용되는데, 세로쓰기가 더 일반적이다.
일본어는 세로쓰기에서 사용되는 ‘、’대신에 ‘，’가 사용되도록 규정되어 있으나, 현실에서 잘 지켜지고 있지는 않다. 중국어에서는 ‘：’이 가로쓰기와 세로쓰기 모두 같은 모양으로 쓰이는데, 이것은 한국어에서 세로쓰기일 때 90도 회전되는 것과 다르다.
타이완 등 중국어 번체 사용 지역에서는 구두점이 가운데에 놓이는 경우가 일반적인데, 중국 대륙이나 일본과 다른 점이다. 다음 표에 그 예가 있다.
| 타이완    | 。 | 、 | ， |
| 중국 대륙 | 。 | 、 | ， |

#### 한국어

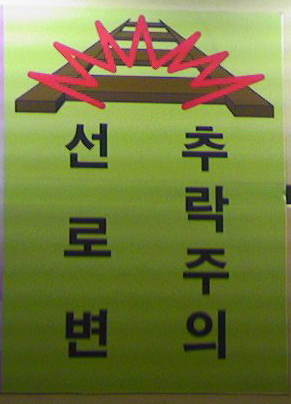
좌종서로 쓰인 경고 문구. 대한민국 부평역 인천 메트로 1호선 승강장에서 촬영한 사진.

우횡서로 쓰인 하수구 뚜껑. 경북 칠곡군 북삼읍 인평리에서 촬영한 사진.

최근의 한국어에서는 세로쓰기가 드물게 쓰이며 가로쓰기(좌횡서)가 압도적이다. 우횡서는 세로쓰기보다 더 드물다. 주로 경복궁 등의 궁궐이나 해인사 등의 사찰 같은 유적지에서의 현판에서나 볼 수 있다. 근대 이전에 좌종서가 쓰인 예는 몽어노걸대나 청어노걸대와 같은 몽골어나 만주어 교본에서 몽골 문자 및 만주 문자와 쓰는 방향을 맞추기 위해 사용한 예가 거의 유일하다. 그러나 현대에는 좌횡서의 영향으로 세로쓰기도 전통적인 우종서가 아닌 좌종서로 쓰인 경우를 심심찮게 볼 수 있다. (하지만 요즘은 우종서 세로쓰기도 적지 않다.)
대한민국 표준 표기법의 경우, 가로쓰기와 세로쓰기의 구두점·인용 부호 등을 서로 같게 규정하고 있다.
2008년 4월초에 YTN의 《돌발영상》 제작진은 방송통신위원회의 임시 로고를 놀이터 등지에서 놀고 있던 초등학생과 유치원생들을 대상으로 읽어보게 했다. 방송통신이라는 문자가 우종서 두 줄로 적혀 있었는데, 아이들은 하나같이 좌횡서로 통방신송이라고 읽었고, 세로라는 것을 알려주어도 좌종서로 통신방송이라고 읽었다. 이에 대해 같은 프로그램에 출연한 이름이 표기되지 않은 전문가는 정부 기관·단체가 세로쓰기를 하거나 한자를 포함하는 것은 아직도 권위의식이 있다는 뜻이라며 비판했다. 그러나 오늘날까지 세로쓰기의 표준은 우종서이며, 부고(訃告)나 공적광고물 등에서는 아직 우종서가 쓰이고 있다. 최근 영화관의 스크린 자막에서는 우종서보다도 좌횡서가 더 많이 쓰이는 추세이다. 다만, 세로로 서있어야 하는 경우가 많은 책의 경우 ‘책등’ 부분의 제목 표기는 주로 한 줄로 세로쓰기하는 것이 일반적이다.

#### 몽골 문자로 표기된 글
몽골 문자로 쓰인 글(몽골어·만주어 등)은 전통적으로 좌종서를 쓴다. 몽골 문자를 가로로 쓰려면 90도 회전하는 수밖에 없다.

#### 히에로글리프
고대 이집트의 상형문자 히에로글리프는 상형의 원리에 따라 만들어진 문자이지만, 그 용법은 표음(한자의 육서에 비유하면 ‘가차’)이 많다. 서자 방향은 가로쓰기, 세로쓰기, 오른쪽으로 쓰기, 왼쪽으로 쓰기 모두가 가능해 제약이 엄하지 않다. 그렇지만, 우횡서가 기본적인 서자 방향으로 인식되고 있었다. 또, 문자는 좌우 반대로〔경상(鏡像)〕 써도 괜찮아서 세로쓰기의 행갈이 방향이나 가로쓰기의 진행 방향은 사람이나 새를 본뜬 문자의 얼굴 방향으로 판별한다. 예를 들어, 가로쓰기로 얼굴이 왼쪽을 향하고 있으면 좌횡서이다. 문자마다 형태나 크기가 가지각색인 작은 문자나 세로로 길거나 가로로 긴 문자가 계속될 때는, 행 중에서 2~3개를 거듭하고 쓰는(예를 들어 가로쓰기이면 세로로 거듭하는) 일도 자주 일어났다.

## 컴퓨터에서의 가로쓰기와 세로쓰기
컴퓨터는 영어가 쓰이는 미국에서 발전한 것이어서 컴퓨터로 쓴 글 중에는 좌횡서가 압도적으로 많다. 그러나 근래에 컴퓨터의 성능·용량의 향상과 보급 확대에 수반하는 국제화·다언어화의 흐름에 따라, 좌횡서 이외의 서자 방향도 지원되게 되었다.
현시점에서 주요한 과제는 우횡서와 세로쓰기를 컴퓨터에서 지원하는 방법이다.

### 우횡서의 지원
아랍 문자나 히브리 문자는 우횡서의 지원이 필수이다. 게다가 이러한 문자에 서양 문자나 숫자가 혼재하는 경우는 거기만 좌횡서가 되기 때문에 단지 문자를 오른쪽에서 왼쪽으로 늘어놓으면 되는 문제가 아니다. 우횡서와 좌횡서가 혼재되었을 경우의 표시나 입력이 올바르게 처리하도록 할 필요가 있다.
또 우횡서에서는 좌횡서에 비해 약물의 방향이 반대된다. 특히 괄호의 논리적 의미가 반대로 된다는 점에 주의해야 한다.
컴퓨터에서는 우횡서를 R2L 또는 RTL(right-to-left)로 부른다. 좌횡서는 L2R 또는 LTR이다. R2L과 L2R이 혼재된 환경은 BiDi(bi-directional)라고 한다. 근래에 주요한 운영체제가 BiDi를 지원하고 있어 HTML 4.0에서도 dir 속성이 도입돼 BiDi의 지원이 진행되고 있다.

### 세로쓰기의 지원
한자 문화권 문자 언어는 전통적으로 세로쓰기였다가 근래에 좌횡서가 일반적으로 되어, 컴퓨터에서도 좌횡서로 처리됐다. 하지만, 최근 마이크로소프트 워드 같은 워드프로세서나 연하장 작성 소프트웨어, 전자책 리더 등에서 세로쓰기 지원이 늘어나고 있다.
| 특성         | writing-mode | layout-flow | -webkit-writing-mode |
| ------------ | --- | --- | --- |
| 선언         | writing-mode:tb-rl; | layout-flow:vertical-ideographic; | -webkit-writing-mode:vertical-rl; |
| 한국어       | 우리는 다음과 같은 사실을 자명한 진리로 받아들인다˚ 즉 모든 사람은 평등하게 창조되었고` 창조주는 몇 개의 양도할 수 없는 권리를 부여했으며` 그 권리 중에는 생명과 자유와 행복의 추구가 있다˚ —— 《미국독립선언》   | 우리는 다음과 같은 사실을 자명한 진리로 받아들인다˚ 즉 모든 사람은 평등하게 창조되었고` 창조주는 몇 개의 양도할 수 없는 권리를 부여했으며` 그 권리 중에는 생명과 자유와 행복의 추구가 있다˚ —— 《미국독립선언》   | 우리는 다음과 같은 사실을 자명한 진리로 받아들인다˚ 즉 모든 사람은 평등하게 창조되었고` 창조주는 몇 개의 양도할 수 없는 권리를 부여했으며` 그 권리 중에는 생명과 자유와 행복의 추구가 있다˚ —— 《미국독립선언》   |
| 번체자중국어 | 「我等之見解為，下述真理不證自明：凡人生而平等，秉造物者之賜，擁諸無可轉讓之權利，包含生命權、自由權、與追尋幸福之權。」 ——《美國獨立宣言》                                                                       | 「我等之見解為，下述真理不證自明：凡人生而平等，秉造物者之賜，擁諸無可轉讓之權利，包含生命權、自由權、與追尋幸福之權。」 ——《美國獨立宣言》                                                                       | 「我等之見解為，下述真理不證自明：凡人生而平等，秉造物者之賜，擁諸無可轉讓之權利，包含生命權、自由權、與追尋幸福之權。」 ——《美國獨立宣言》                                                                       |
| 간체자중국어 | “我等之见解为，下述真理不证自明：凡人生而平等，秉造物者之赐，拥诸无可转让之权利，包含生命权、自由权、与追寻幸福之权。” ——《美国独立宣言》                                                                         | “我等之见解为，下述真理不证自明：凡人生而平等，秉造物者之赐，拥诸无可转让之权利，包含生命权、自由权、与追寻幸福之权。” ——《美国独立宣言》                                                                         | “我等之见解为，下述真理不证自明：凡人生而平等，秉造物者之赐，拥诸无可转让之权利，包含生命权、自由权、与追寻幸福之权。” ——《美国独立宣言》                                                                         |
| 일본어       | 「天の人を生ずるは億兆皆同一轍にて、之に附与するに動かす可からざるの通義を以てす。即ち其通義とは人の自から生命を保し自由を求め幸福を祈るの類にて、他より之を如何ともす可らざるものなり。」 ――『アメリカ独立宣言』 | 「天の人を生ずるは億兆皆同一轍にて、之に附与するに動かす可からざるの通義を以てす。即ち其通義とは人の自から生命を保し自由を求め幸福を祈るの類にて、他より之を如何ともす可らざるものなり。」 ――『アメリカ独立宣言』 | 「天の人を生ずるは億兆皆同一轍にて、之に附与するに動かす可からざるの通義を以てす。即ち其通義とは人の自から生命を保し自由を求め幸福を祈るの類にて、他より之を如何ともす可らざるものなり。」 ――『アメリカ独立宣言』 |
| 설명         | 최신 CSS 후보권고안에서의 권장사항은 writing-mode:vertical-rl;이지만, 이 경우 구 버전 브라우저와의 호환성 문제가 있을 수 있다.                                                                                    | MS의 비표준 문법이다. 인터넷 익스플로러와 마이크로소프트 엣지 이외의 브라우저는 지원하지 않는다. | Webkit 기반 브라우저에서만 동작하며, 일부 브라우저에서 글자가 90도로 회전되는 경우가 있다. |

## 참고 자료
- 屋名池誠 《横書き登場－日本語表記の近代－》 ISBN 4004308631
- 紀田順一郎 《日本語大博物館》 ISBN 4-88309-046-9